# Дольный (Пролетарский район)
До́льный — посёлок в Пролетарском районе Ростовской области.
Входит в состав Опенкинского сельского поселения.

## Население
| 2010 |
| ---- |
| 59   |

## Улицы
В посёлке имеется одна улица — Ковыльная.